# Вырь
Вырь — древнерусское городище на левом берегу реки Вир в устье её притока реки Крыга в районе современного города Белополье в Сумской области Украины.

## История
Упоминается в «Поучении» Владимира Мономаха, а также в Ипатьевской летописи в 1113 году в связи с междоусобной войной великого князя киевского Изяслава Мстиславича с Давыдовичами и Ольговичами. Осаждённые войском Ольговичей жители Выря твёрдо хранили верность киевскому князю, из-за чего Ольговичи были вынуждены снять осаду и уйти к Вьяханю. Упоминается в летописях в 1147, 1160, 1161 годах в связи с борьбой против половцев и феодальными междоусобицами в южных землях Киевской Руси. Есть предположение, что Вырь упоминает под именем Фира (Кира) арабский историк ал-Идриси.
Вырь был центром одноимённой волости между верховьями рек Сула и Сейм. В XII веке не раз переходил из рук в руки. В 1159—1162 годах Вырь был столицей удела Изяслава Давыдовича. В дальнейшем вместе с курским Посемьем Вир входил в состав Новгород-Северского княжества. Играл важную роль в системе обороны юго-восточных границ Руси, контролируя проход в половецкую степь. Уничтожен в 1239 году во время монголо-татарского нашествия. Локализован богословом и историком Филаретом (Гумилевским) в середине XIX века. Городище исследовалось В. А. Богусевичем в 1958—1959 годах и В. В. Приймаком в 1985—1993 годах.

## Описание
Город состоял из детинца (1,5 га), занимавшего высокий (15-18 м) мыс левого берега реки Крига, и «окольного города» (острога), к которому прилегал открытый посад (7-10 га). Всего в разных частях городища раскопаны около 800 м². Обнаружены останки жилых и производственно-хозяйственных сооружений, зафиксированы следы кузнечного и ювелирного ремёсел и резьбы по кости.